# Adrián Calello
Adrián Daniel Calello (Quilmes, 14. svibnja 1987.)  argentinski je nogometaš koji trenutačno nastupa za argentinski klub Quilmes. Igra na poziciji zadnjeg veznog. Budući da je talijanskog podrijetla, osim argentinskog, ima i talijansko državljanstvo.

## Klupska karijera
Karijeru je započeo u Independienteovoj nogometnoj školi. Prvi nastup za seniorsku momčad zabilježio je u veljači 2007. godine. U tri seniorske godine u Independienteu, Calello je odigrao 50 utakmica. 
Prvoj momčadi Dinama pridružio se 1. siječnja 2009. Njegov transfer je dogovoren 15. prosinca 2008. između predsjednika Independientea, Julija Comparadoa i predstavnika Dinama, izvršnog dopredsjednika Zdravka Mamića i sportskog direktora Zorana Mamića. Ugovor je potpisan na pet i pol godina, a Independienteu je pripala odšteta od 2,200.000 eura. Prvi gol za Dinamo Zagreb a ujedno i prvi u seniorskoj karijeri postignuo je 13. studenog 2010., u 15. kolu 1. HNL u sezoni 2010/11., u Splitu protiv RNK Splita.
22. siječnja 2013. raskida ugovor sa zagrebačkim Dinamom i odlazi u talijansku Sienu.
U srpnju 2013. prelazi iz Siene u Chievo. Poslije je još igrao za Calcio Catania.
Od 2015. igra za argentinski Quilmes Atlético Club.

## Priznanja

### Klupska
NK Dinamo Zagreb
- Prvak Hrvatske (4): 2008/09., 2009/10., 2010/11., 2011/12.
- Osvajač hrvatskog kupa (3): 2008/09., 2010/11., 2011/12.
- Osvajač hrvatskog superkupa (1): 2010.

## Vanjske poveznice
- Profil na football-lineups.com